# ManiaCult
ManiaCult är det belgiska brutal death metal-bandet Aborteds elfte studioalbum, utgivet i september 2021 på Century Media Records. Albumet gavs även ut i begränsad boxutgåva.
Då gitarristen Mendel bij de Leij lämnat gruppen spelades ManiaCult in som en kvartett.
Titelspåret, "Drag Me to Hell" och "Impetus Odi" släpptes som singlar. Den senare gjordes till musikvideo, liksom "Dementophobia".
ManiaCult gästades av bland andra Ben Duerr från Shadow of Intent och Joe Badolato från Fit for an Autopsy.

## Låtlista
1. "Verderf" – 2:57
2. "Mania Cult" – 3:37
3. "Impetus Odi" – 3:46
4. "Portal to Vacuity" – 4:40
5. "Dementophobia" – 3:00
6. "A Vulgar Quagmire" – 3:17
7. "Verbolgen" (instrumental) – 1:38
8. "Ceremonial Ineptitude" – 3:53
9. "Drag Me to Hell" – 5:03
10. "Grotesque" – 3:53
11. "I prediletti: The Folly of the Gods" – 5:03

Bonusspår på den begränsade boxutgåvan
1. "Gloom and the Art of Tribulation (2021 edit)" – 4:08

## Medverkande
Musiker
- Sven de Caluwé – sång
- Ian Jekelis – gitarr
- Stefano Franceschini – basgitarr
- Ken Bedene – trummor, keyboard, samples

Bidragande musiker
- Kristian Kohlmannslehner – keyboard, samples
- Jeroen Camerlynck – bakgrundssång
- Bart Govers – bakgrundssång
- Ryo Kinoshita – sång
- Filip Danielsson – sång
- Ben Duerr – sång
- Joe Badolato – sång

Produktion
- Kristian Kohlmannslehner – producent, mixning
- Enrique Schettino Montesano – inspelningstekniker
- Ian Jekelis – inspelningstekniker
- Zack Ohren – inspelningstekniker
- Lander Cluyse – inspelningstekniker
- Tony Lindgren – mastering
- Pär Olofsson – albumkonst
- Scanline – design
- Andreas Christanetoff – layout